# Vimodrone (metrostation)
Vimodrone is een metrostation in de Italiaanse plaats Vimodrome dat werd geopend op 5 mei 1968 en wordt bediend door lijn 2 van de metro van Milaan.

## Geschiedenis
In 1959 werd een plan goedgekeurd om de interlokale tram tussen Milaan en het Addadal buiten de stad op vrije baan te brengen in verband met toenemende hinder van het overige wegverkeer. De vrije baan werd tussen 1962 en 1968 gebouwd tussen Gorgonzola en Cascina Gobba. Voor Vimodrone werd een idee van ingenieur Carlo Mira uit 1857 in de praktijk gebracht. Het Naviglio Martesana, het kanaal tussen Milaan en de Adda, werd ten noorden van Vimodrome omgelegd en de vrijgekomen bedding in het dorp kon vervolgens gebruikt worden voor openbaar vervoer zoals Mira in 1857 had voorgesteld voor de Milanese binnenstad. Zodoende liggen de perrons en de sporen in een 802 meter lange tunnelbak onder maaiveld niveau, aan beide zijden van het station liggen dan ook hellingen. De sneltramdienst ging van start op 5 mei 1968, sinds 4 december 1972 is het station onderdeel van metrolijn 2 die toen de tramdienst verving.  

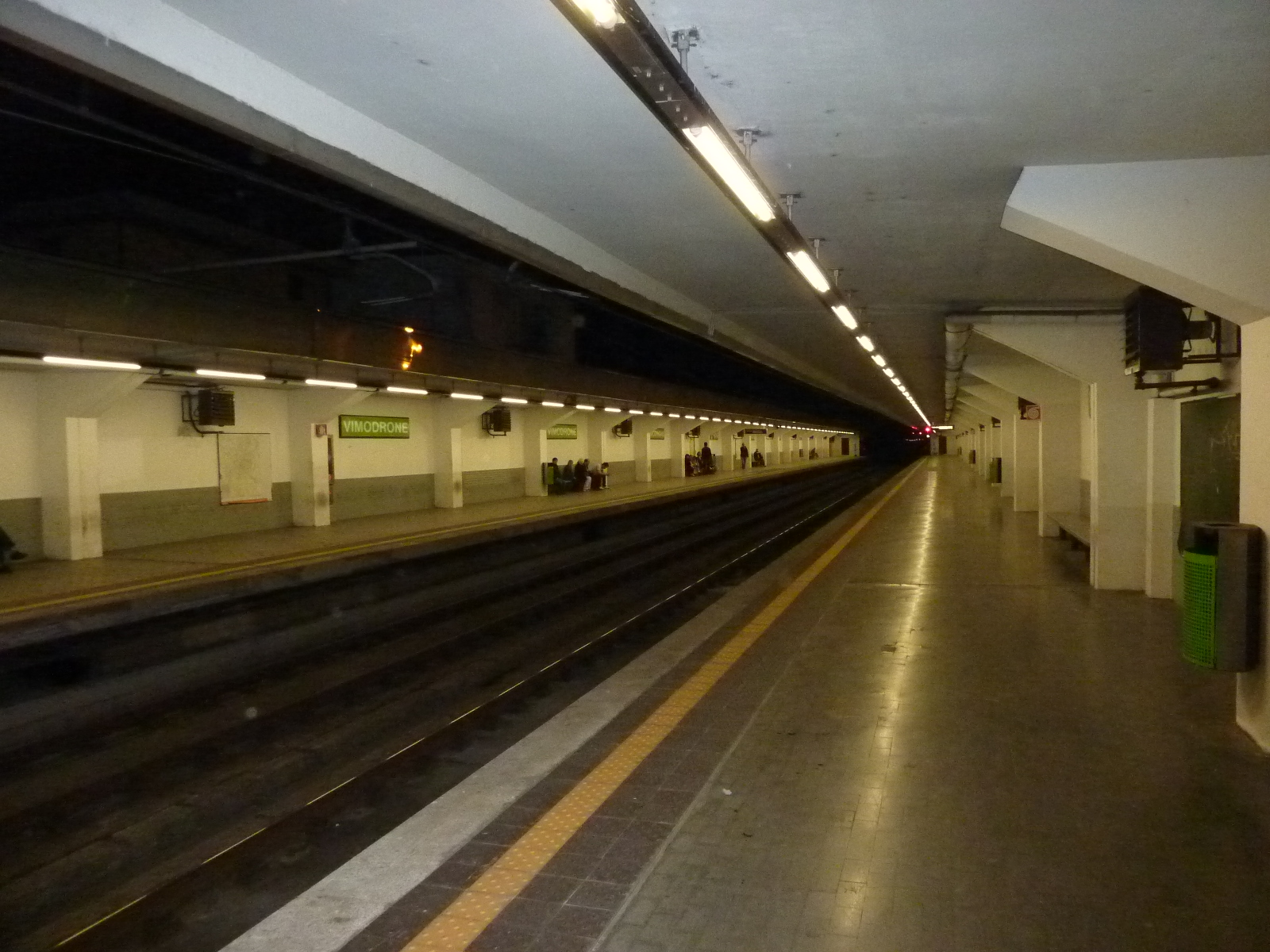
Het station bij nacht
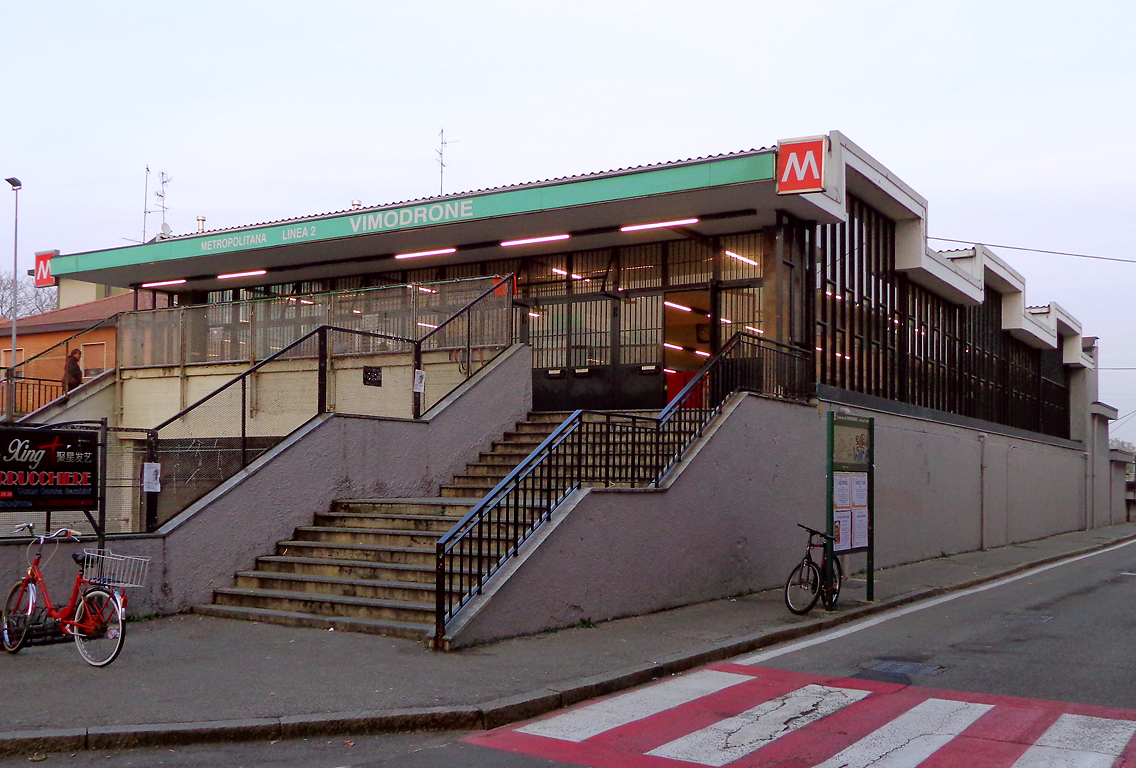
Het stationsgebouw boven de tunnelbak
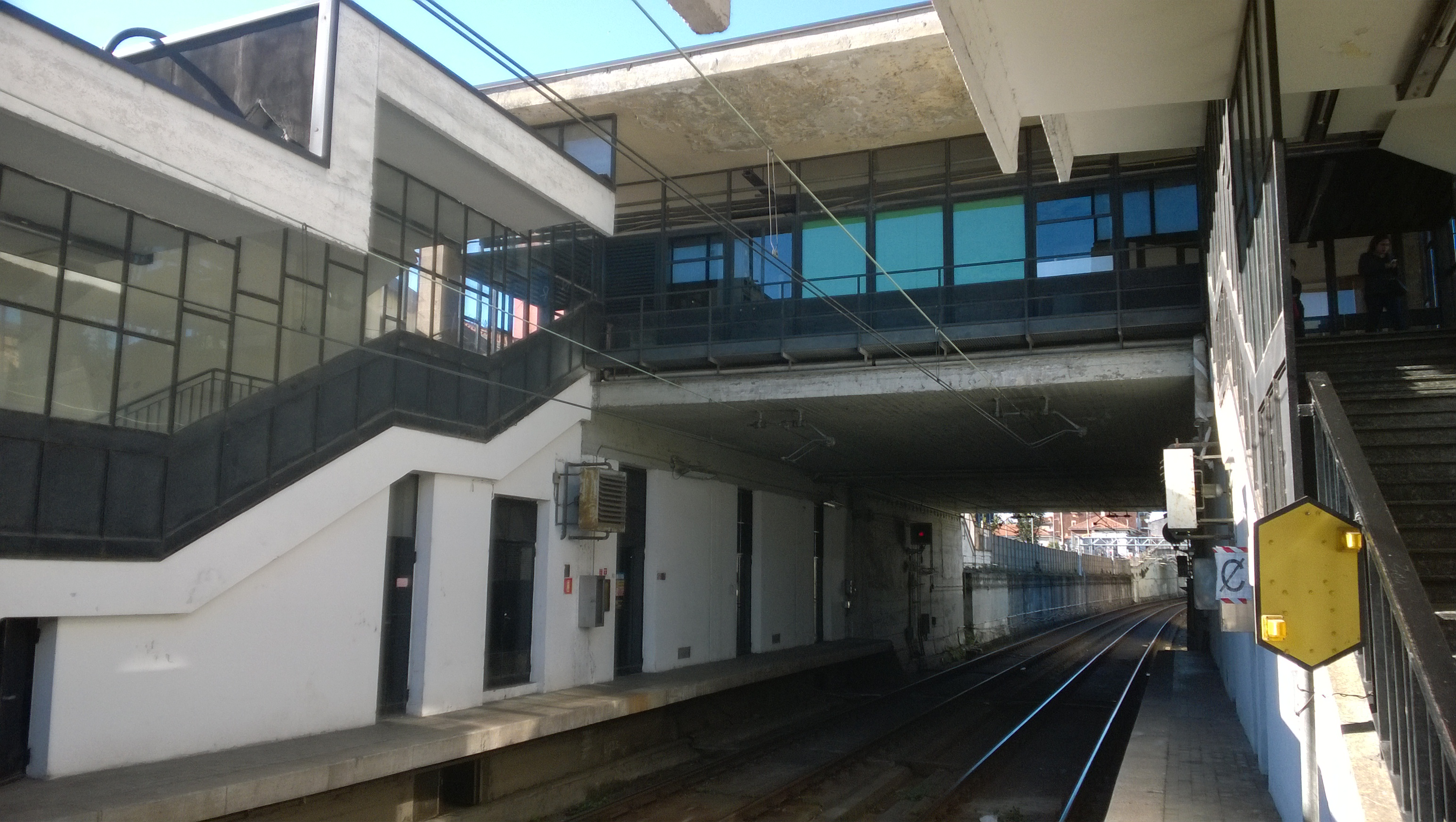
Een blik naar het westen onder het stationsgebouw door.

## Ligging en inrichting
Het is een station ligt in een tunnelbak midden in het dorp en kent twee zijperrons. Het stationsgebouw  ligt boven de tunnelbak aan de westkant van de perrons. Hoewel de metrosporen verdiept liggen moeten reizigers aan beide de kanten van de tunnelbak met een trap het hoogteverschil met het maaiveld overbruggen. Ook de perrons zijn alleen met vaste trappen verbonden met de stationshal.Aan de oostkant van de tunnelbak ligt een kruiswissel zodat, in geval van verstoringen elders, een eilandbedrijf tussen Vimodrome en Gessate in stand gehouden kan worden. Het station ligt buiten de gemeente Milaan en valt daarom onder het buitenstedelijk tarief. Sinds 15 juli 2019 is het door de introductie van het zogeheten STIBM-tariefsysteem wel mogelijk om gewone enkeltjes te gebruiken van en naar Vimodrone.